# Igelbäcken i Solna
Igelbäcken i Solna är ett naturreservat i Solna kommun i Stockholms län. Området är en av flera naturreservat för Igelbäcken.
Området är naturskyddat sedan 2004 och är cirka 167 hektar stort. Reservatet omfattar Igelbäcken med omgivning från mynningen upp till gränsen till Sundbybergs kommun. Reservatet består av barrblandskog, tallskog, ädellövskog och öppna marker.

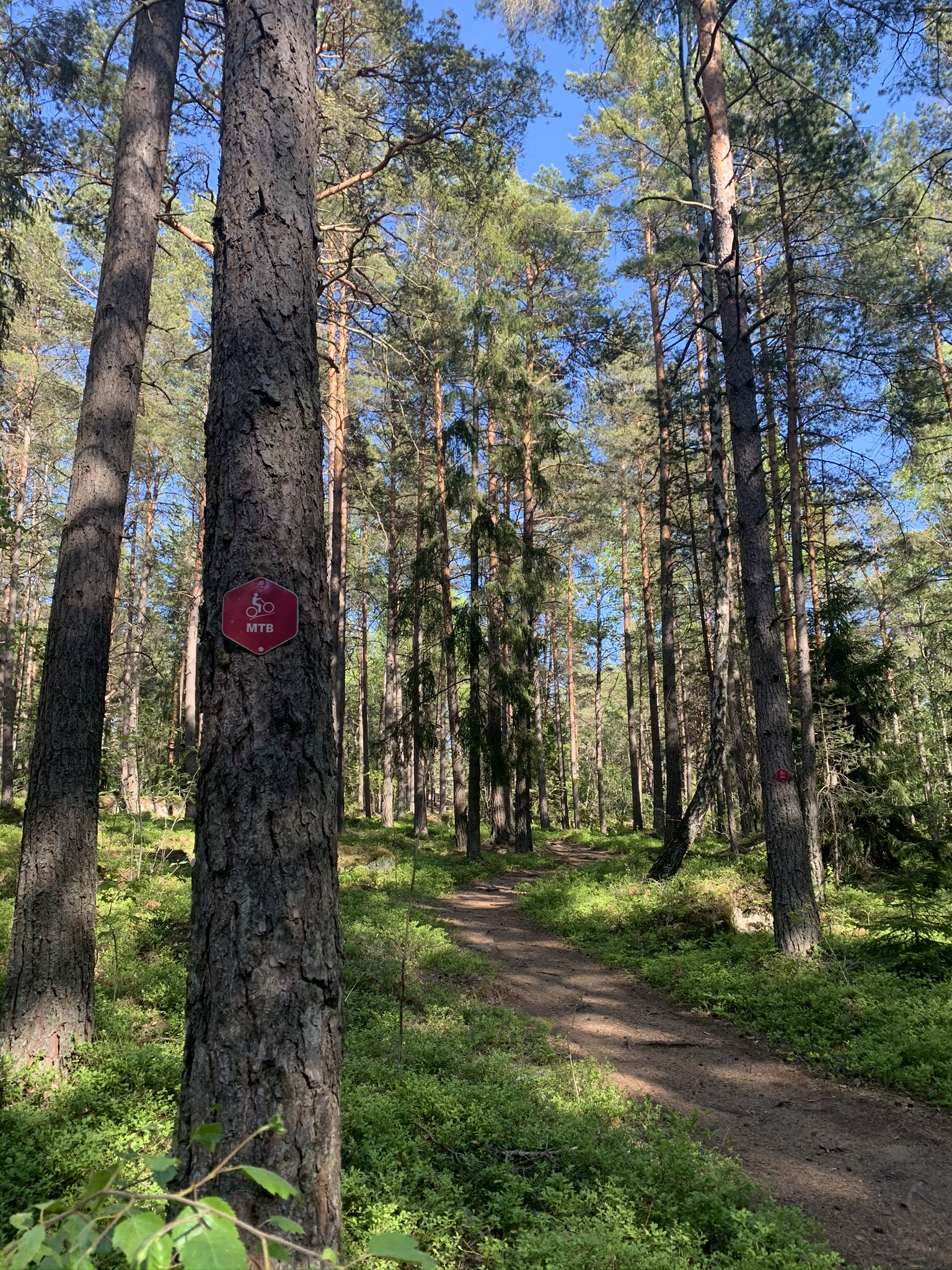
Stig i Igelbäckens naturreservat i Solna.